# Laurie
Laurie je priimek več oseb:
- Hugh Laurie, britanski igralec
- John Emilius Baronet Laurie, britanski general
- Percy Robert Laurie, britanski general
- Rufus Henry Laurie, britanski general